# Птенец-2
Птенец-2 — сверхлёгкий самолёт.

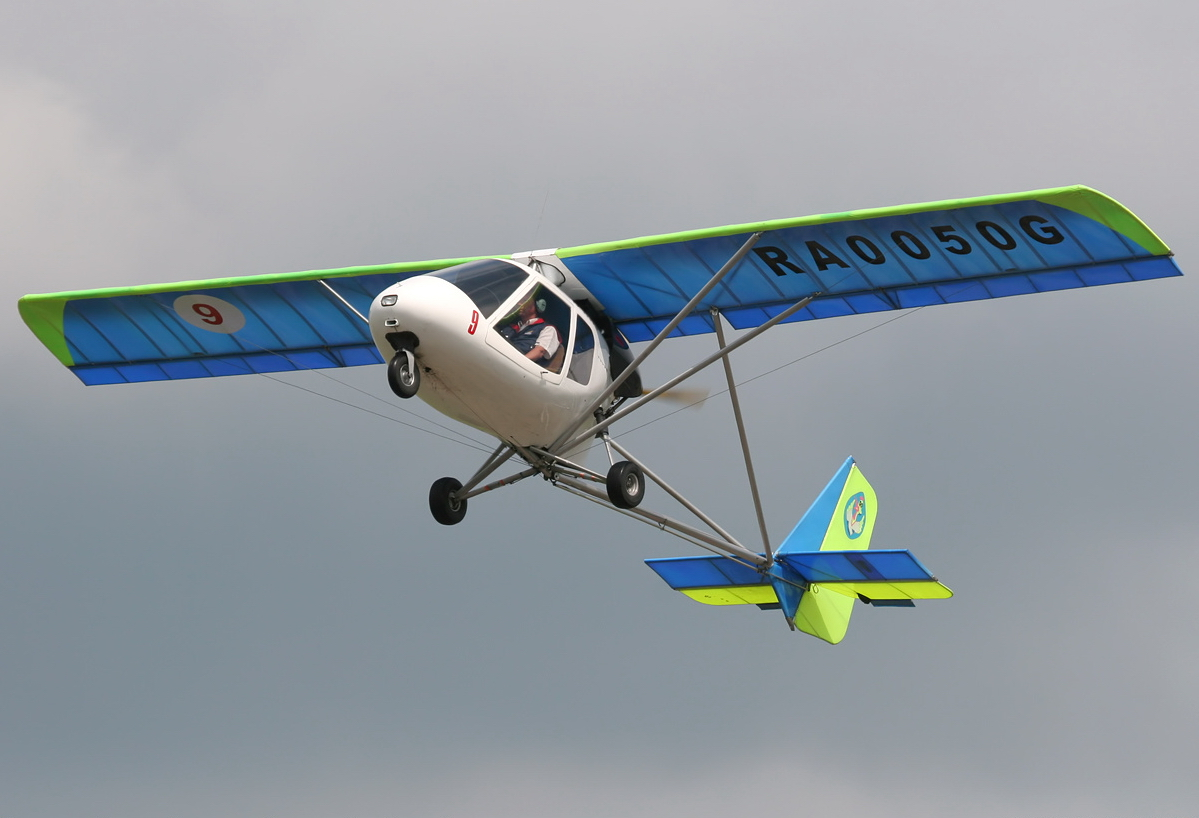
«Птенец-2»

Разработан в опытном конструкторском бюро «Ротор» г. Кумертау. Сверхлёгкий самолёт нормальной аэродинамической схемы с подкосно-расчалочным крылом «парасоль» с толкающим винтом. На аппарате устанавливаются неубираемые трёхстоечные шасси с носовой опорой, рессорного типа. Носовая стойка шасси управляемая. Колёса основных опор самолёта оснащены механическими тормозами. Фюзеляж самолёта ферменно-расчалочный, каркас изготовлен из труб марки Д16Т. Обшивка крыла изготовлена из ткани. Может оборудоваться лыжами или поплавками. Самолёт предназначен для учебно-тренировочных и спортивных полетов.
На самолёте устанавливается быстродействующая парашютная система спасения Кобра−500.

## Технические характеристики
- Размах крыла 10,2 м
- Длина 6,51 м
- Высота 2,45 м
- Площадь крыла 12,7 м²
- Вес конструкции 270 кг
- Взлетный вес 495 кг

- Двигатель Rotax 912
- Мощность двигателя 100 л.с.
- Скорость минимальная 65 км/ч
- Крейсерская скорость 120 км/ч
- Скорость максимальная 160 км/ч
- Скороподъёмность 6 м/с
- Перегрузка +6/-3
- Масса (объем) топлива, кг (л) - 40 (50)
- Время полёта 5,5 ч